# U-1 (1935)
U-1 — малая U-boat типа IIA, времён Второй мировой войны. Заказ на постройку был отдан 2 февраля 1935 года. Лодка была заложена на верфи судостроительной компании Deutsche Werke, Киль 11 февраля 1935 года под заводским номером 236. Спущена на воду 15 июня 1935 года. 29 июня 1935 года принята на вооружение и 1 июля под командованием капитан-лейтенанта Клауса Эверта вошла в состав Unterseebootsschulflottille.

## История службы
Совершила два боевых похода, успехов не достигла. Погибла, предположительно 6 апреля 1940 года подорвавшись в Северном море на минах.
Предвоенная служба U-1 была совершенно непримечательна, однако она успела заслужить репутацию плохого судна. Быстрое строительство и неадекватность технологий, использованных на ней, сделали её совершенно некомфортной, протекающей и медленной. На начало войны уже существовали планы полностью перевести её и её сестер типа II в список исключительно учебных лодок.

### Первый поход
Благодаря недостатку достроенных единиц и несмотря на планы её перевода, 15 марта 1940 года U-1 вышла в боевой поход для действий против Британского торгового флота возле Норвегии — практически на пределе её запаса хода. Однако за весь 15-дневный поход она так и не смогла найти ни единой цели, прибыв 29 марта 1940 года в Вильгельмсхафен.

### Второй поход и судьба
4 апреля 1940 года U-1 вновь вышла в боевой поход для поддержки сил вторжения в операции «Везерюбунг» (вторжение в Норвегию). Совместно с U-4 она должна была составлять Четвертую Группу, однако в связи с возникшими техническими проблемами вынуждена была вернуться в порт и вновь вышла в море 6 апреля, и, вероятно, в тот же день подорвалась на мине к западу от Гельголанда. Её потеря не была замечена вплоть до 21 апреля. Все 24 члена экипажа погибли.

### Версии гибели
Существует несколько предположений относительно гибели U-1:
- Долгое время считалось, что U-1 была потоплена 16 апреля 1940 года британской субмариной HMS Porpoise (N14)[англ.], но той атаке подверглась U-3, скрывшаяся без повреждений.
- Есть предположение, что U-1 была потоплена британской субмариной HMS Narwhal (N45) в районе с координатами 54°37′ с. ш. 3°35′ в. д.HGЯO.
- И, наконец, третья версия гласит, что U-1 подорвалась на минах, выставленных британскими эсминцами HMS Esk (H15)[англ.], HMS Express (H61)[англ.], HMS Icarus (D03) и HMS Impulsive (D11)[англ.]

## Командиры
- 29 июня 1935 года — 30 сентября 1936 года — капитан-лейтенант Клаус Эверт (нем. Kapitänleutnant Klaus Ewerth)
- 1 октября 1936 года — 2 февраля 1938 года — капитан-лейтенант Александр Гелхар (нем. Kapitänleutnant Alexander Gelhaar)
- 29 октября 1938 года — 6 апреля 1940 года — капитан 3-го ранга Юрген Деке (нем. Korvettenkapitän Jürgen Deecke)

## Флотилии
- 1 июля 1935 года — 1 февраля 1940 года — Unterseebootsschulflottille (учебная)
- 1 марта 1940 года — 6 апреля 1940 года — Unterseebootsschulflottille (боевая служба)